# Pasiphae (měsíc)

Tento diagram znázorňuje oběžné dráhy v závislosti k ostatním nepravidelným satelitům Jupiteru. Excentricita jednotlivých měsíců je znázorněna žlutými čarami (směrem od pericentrem k apocentru). Nejvzdálenější pravidelný měsíc Callisto je umístěn na začátku

Pasiphae (IPA: /pəsɪfə.iː / pə-SIF-ə-ee, řecky Πασιφάη) je retrográdní nepravidelný přirozený satelit Jupiteru. Byl objeven v roce 1908 Philibertem Jacquesem Melottem, a později byl pojmenován po Pásifaé, manželce krétského krále Mínóa a matce Mínotaura z řecké mytologie.
Poprvé byl pozorován v Královské greenwichské observatoři v noci 28. února 1908. Inspekce předchozích pozorování však určila jeho objev již na 27. ledna téhož roku. Dostal označení 1908 CJ, protože nebylo jasné zda jde o asteroid nebo měsíc Jupiteru. K přesnému určení došlo až 10. dubna 1908. Pasiphae získal své současné jméno až v roce 1975, do té doby byl označován jako Jupiter VIII. Mezi lety 1955 a 1975 byl též nazýván jako „Poseidon”.

## Oběžná dráha
Pasiphae obíhá kolem Jupiteru s vysokou excentricitou a vysokou inklinací retrográdního oběhu. Je po něm pojmenována rodina Pasiphae, skupina retrográdních měsíců obíhajících ve vzdálenosti 22,8 až 24,1 Mm, s inklinací pohybující se mezi 144.5° a 158.3°. Charakteristiky oběžných drah se však často se mění v závislosti na slunečních a planetárních anomáliích. Pasiphae je známý svou sekulární rezonancí s Jupiterem.

## Fyzikální charakteristika
S průměrem přibližně 58 km je Pasiphae největším retrográdním a třetím největším nepravidelným satelitem po měsících Himalia a Elara. Spektroskopické a infračervená měření indikují, že Pasiphae má asteroidický původ. Pravděpodobně je zbytkem po kolizi spolu s ostatními satelity rodiny Pasiphae. V optickém spektru se jeví jako šedý (barevné indexy BV = 0,74 a RV = 0,38) podobně jako asteroidy typu C.